# 당진정보고등학교
당진정보고등학교(唐津情報高等學校)는 대한민국 충청남도 당진시 채운동에 있는 공립 고등학교이다.

## 학교 연혁
- 1946년 11월 15일 : 당진고급중학교 입학(6년제)
- 1951년 9월 1일 : 당진농업고등학교로 인가
- 1951년 9월 28일 : 당진농업고등학교로 개교(3년제)
- 1956년 3월 5일 : 당진상업고등학교로 개편
- 1960년 2월 4일 : 당진중학교와 병설 인가
- 1979년 3월 1일 : 당진중학교와 분리 인가
- 1997년 8월 14일 : 당진정보고등학교로 교명 변경
- 2007년 4월 15일 : 당진정보고등학교 60년사 발간
- 2010년 7월 2일 : 학과개편 승인(세무회계과 2학급, 회계정보과 3학급, 디지털경영과 4학급)
- 2019년 6월 28일 : 학과개편 승인(회계사무과 5학급, 유통물류과 4학급)
- 2023년 9월 1일 : 제30대 조상연 교장 취임
- 2025년 1월 9일 : 제74회 졸업식(165명, 총 졸업생수 15,176명)
- 2025년 3월 4일 : 2025학년도 신입생 입학(201명)

## 설치 학과
- 회계사무과
- 유통물류과
- 특수학급

## 참고 자료
- 당진정보고등학교 - 한국교육학술정보원 학교알리미